# Centropogon eurystomus
Centropogon eurystomus är en klockväxtart som beskrevs av Franz Elfried Wimmer. Centropogon eurystomus ingår i släktet Centropogon och familjen klockväxter. Inga underarter finns listade i Catalogue of Life.